# جون بي. بينيت
جون بي. بينيت (بالإنجليزية: John B. Bennett)‏ هو محامي وسياسي أمريكي، ولد في 10 يناير 1904 في الولايات المتحدة، وتوفي في 9 أغسطس 1964 في الولايات المتحدة. حزبياً، نشط في الحزب الجمهوري. وقد انتخب Deputy commissioner ‏ (1935 – 1937) وانتخب مدع (1929 – 1934) وانتخب عضو مجلس النواب الأمريكي (3 يناير 1943 – 3 يناير 1945).